# Acis autumnalis
Acis autumnalis là một loài thực vật có hoa trong họ Amaryllidaceae. Loài này được (L.) Sweet mô tả khoa học đầu tiên năm 1829.

## Hình ảnh

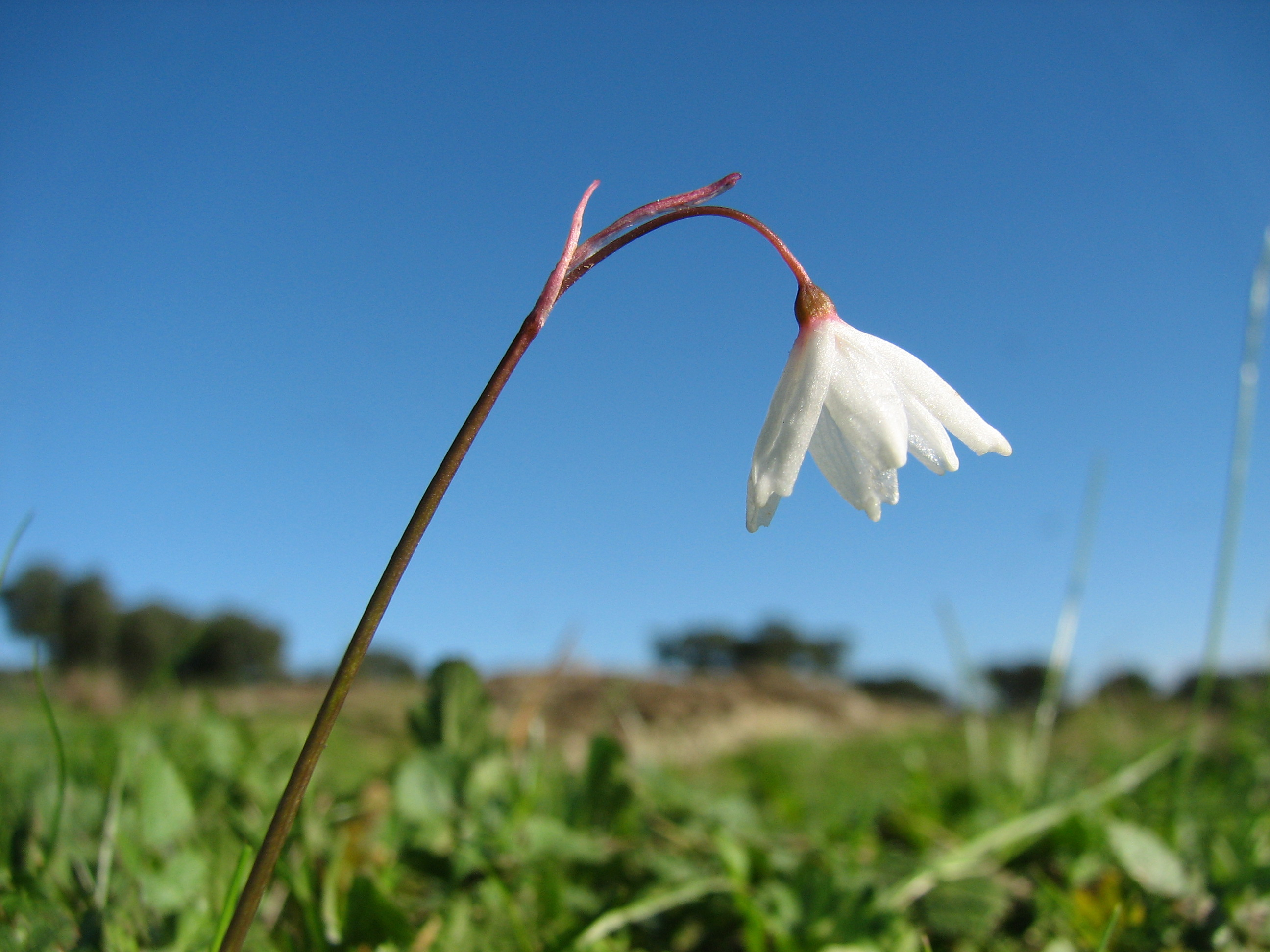
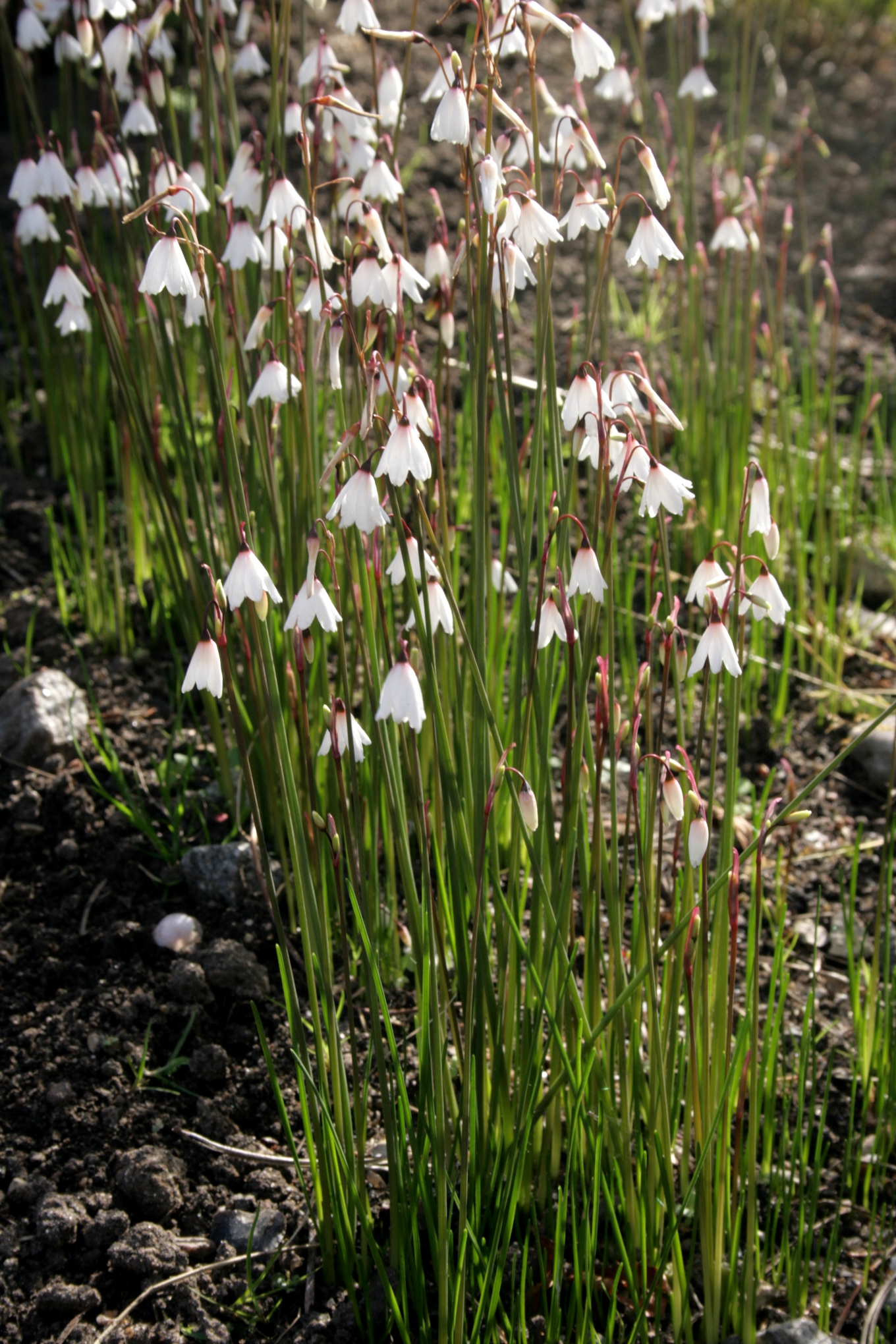
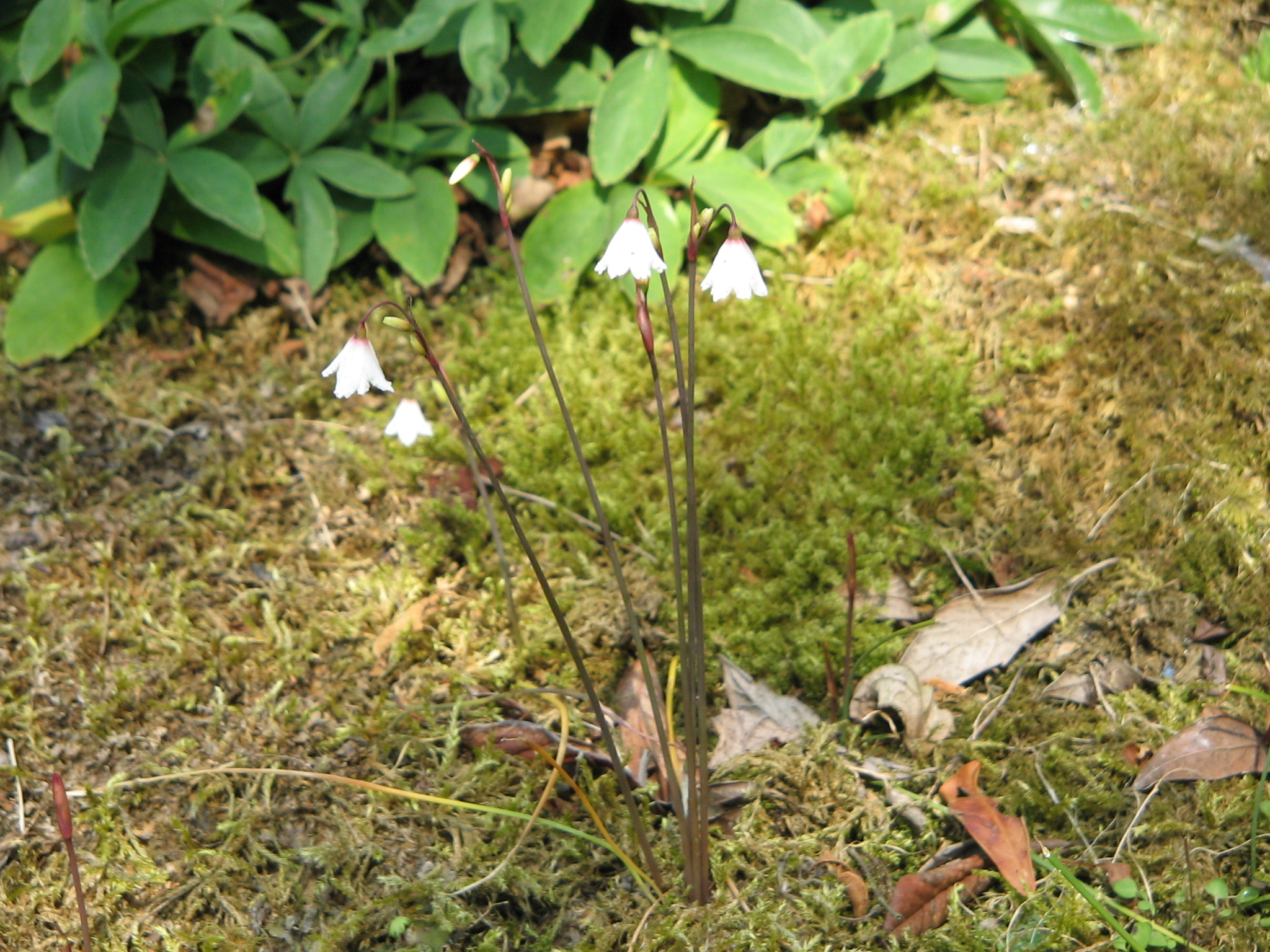
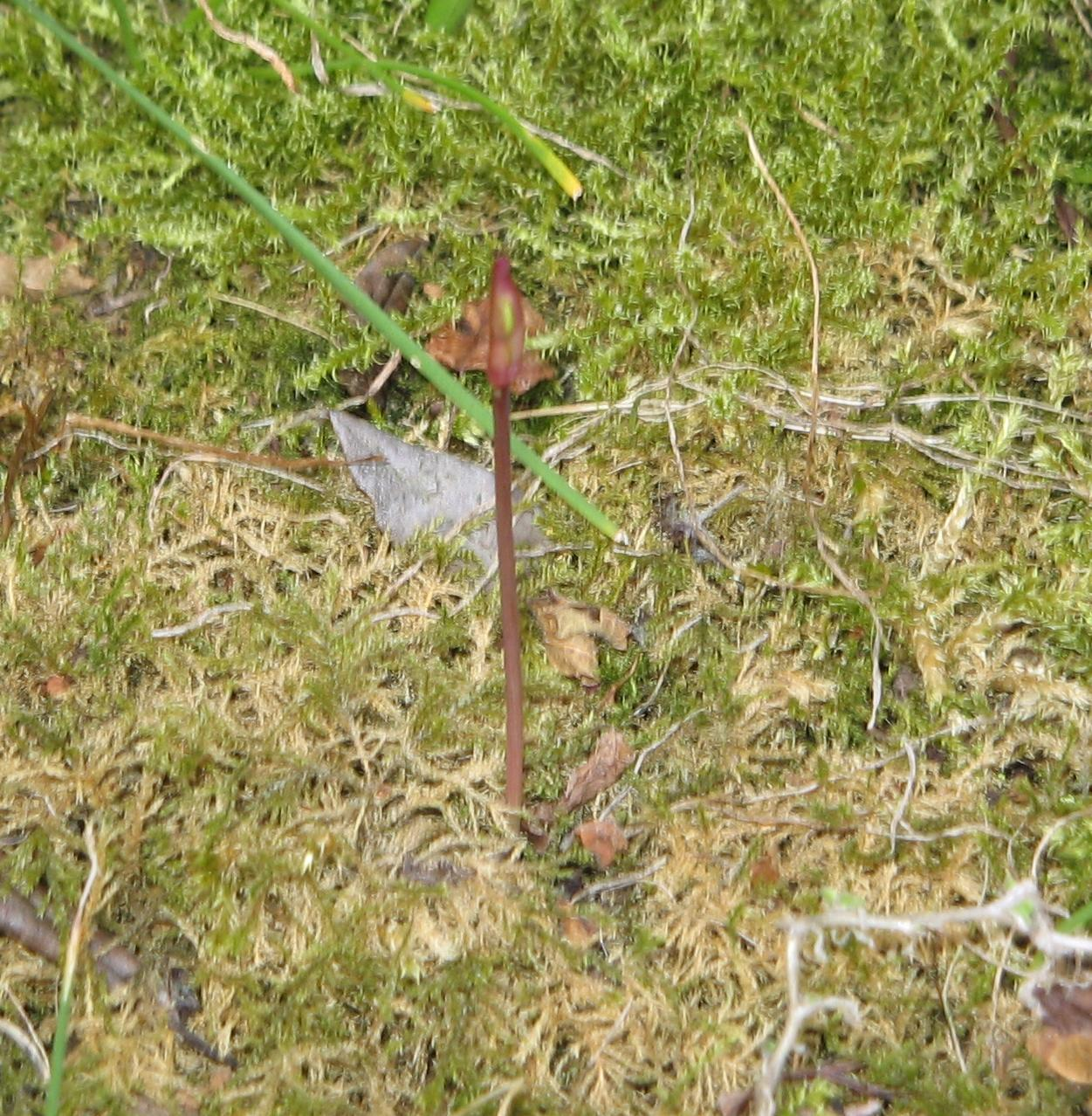